# Avia BH-33
Авиа BH-33 (чеш. Avia BH-33) — чехословацкий одноместный истребитель межвоенного периода. Представлял собой биплан смешанной конструкции с неубирающимся шасси. Спроектирован в техническом отделе фирмы «Avia» под руководством Павела Бенеша и Мирослава Хайна, в связи с чем, самолёт и получил обозначение BH. Самолёт построен в 1927 году с намерением заменить предыдущий истребитель биплан данной фирмы: Avia BH-21. Новый самолёт, по существу, основан на предыдущей экспериментальной модификации истребителя BH-21J, который получился путём установки на BH-21 нового 9-цилиндрового звездообразного двигателя с воздушным охлаждением Bristol Jupiter, лицензию на производство которых приобрела Чехословацкая фабрика по производству авиационных двигателей «Вальтер». Первый полёт опытный самолёт совершил 21 октября 1927 года. Строился серийно с октября 1928 года до начала 1933 года. Так же производился по лицензии в Югославии (22 экземпляра, с января 1934 по март 1937 года) и Польше (49 экземпляров под наименованием PWS-A, в 1929—1932 годах), планировался к выпуску в Бельгии. Стоял на вооружении Чехословакии, Польши, Югославии, Греции, Бельгии.

## Производство
На чехословацком заводе «Авиа» было произведено в общей сложности 115 самолётов BH-33. 84 самолёта были поставлены чехословацким ВВС, 24 в югославские королевские воздушные силы, 3 проданы в Бельгию, 2 в СССР, в Польшу и Японию по 1 экземпляру. Кроме того, Польша по лицензии произвела ещё 50 (49) самолётов такого типа, имеющих маркировку PWS-A. В Югославии произведено ещё 22 самолёта с BH-33E-SHS, в результате чего общее количество произведённых самолётов такого типа составило 187 штук.

## Модификации
BH-33.1первый прототип, оснащённый двигателем Bristol Jupiter, первый полёт 21 октября 1927 года.
BH-33.2второй прототип, выпущен серией из четырёх самолётов, оснащённых двигателем Bristol Jupiter VI, выпущенным по лицензии фабрикой двигателей Valter.
BH-33.3модификация, построенная в трёх экземплярах для ВВС Бельгии.
BH-33Eмодификация для королевских ВВС Югославии, построенная в 4-х экземплярах (серийные номера 2001—2004) и серия из 20 экземпляров (серийные номера 2021—2040).
BH-33E-SHSюгославское производство по лицензии в 22 экземплярах (серийные номера 2041—2062), произведённая на заводе «Икарус» в Земуне в период с 1934 по 1937 год.
BH-33Lстандартная модификация для чехословацкой авиации с увеличенной площадью крыла и V-образным двигателем Škoda L12 (изготовленный по лицензии Hispano-Suiza 12Gb).
BH-33Nпрототип, оснащённый двигателем Prat & Whitney Hornet, мощностью 525 л. с. (391 кВт) производства BMW.
PWS-Aпольское производство по лицензии в 50 экземплярах.

## История службы

### Чехословакия
Служба в качестве истребителя этого самолёт в военно-воздушных силах Чехословакии длилась с 1928 по 1935 год, когда его заменил Avia B.534. После этого BH-33 уходит в лётные школы, где он служит в качестве учебного истребителя и самолёта лётной подготовки до начала войны. После захвата немцами всех летательных аппаратов этого типа при оккупации Чехословакии, большая часть данных самолётов была передана немецким лётным школам, а часть была передана Словацкой Республики.

### Бельгия
Avia BH-33, проданные в Бельгию в количестве 3 штук, с планами последующего лицензионного производства, мало использовались, а само производство так и не было налажено.

### Испания
Один из бельгийских истребителей был продан испанской республиканской армии и служил там для подготовки пилотов.

### СССР
Два самолёта были куплены СССР с целью оценки лётных данных и последующего приобретения лицензии на производство этих самолётов. Они были испытаны параллельно с отечественными истребителями и оказались хуже, после чего СССР отказался от дальнейших договорённостей.

### Польша
Польша купила один экземпляр самолёта, испытала его и приняла решение о его лицензионном выпуске. В Польше было произведено 50 самолётов, которые после непродолжительной службы использовались для подготовки пилотов, вплоть до начала войны.

### Греция
Когда в 1935 году в Греции вспыхнуло «венезилистское восстание», Югославия отправила в Грецию военную помощь, в которой, среди прочего, оказалось 5 истребителей BH-33E-SHS. Они использовались в Греции главным образом в качестве истребителей, а позже, поскольку были устаревшими, они служили вооружёнными курьерскими самолётами до 1940 года.

### Япония
Один самолёт Avia пыталась продать в Китай. Самолёт был доставлен на корабле по частям в Китай и был представлен в распоряжение китайской армии в Маньчжурии. Когда японцы проникли в Маньчжурию, они захватили этот самолёт и начали использовать его. Самолёт им понравилось и они купили его за 30 000 долларов. Предполагается, что этот самолёт использовался для исследований.

### Югославия
Первые три самолёта Avia BH-33E были поставлены королевским югославскими ВВС в 1929 году, вместе с истребителями Dewoitine D.27 и были использованы для совместных гонок малая Антанта — Польша, 22 августа того же года. На этом соревновании самолёты Авиа заняли 2, 3 и 4 места, что стало показателем их качества. Позже, из-за потери одного из этих самолётов, завод Avia доставил ещё один BH-33E в JRKV. Из-за устаревания истребителей, находящихся на вооружении Югославских ВВС было принято решение закупить ещё 20 самолётов Avia BH-33E и 3 английских истребителя Hawker Fury, которые были поставлены в течение 1931 года.
Осенью 1933 года на Икарусе началась подготовка к выпуску самолёта Avia BH-33E на основе лицензий. Первая серия из 5 самолётов была выпущена в 1934 году. В феврале — марте 1937 года была поставлена серия из шести самолётов, что с общим количеством произведённым на Икарусе 22 самолётов, довело общую численность поставленных Королевским Югославским ВВС до 46 экземпляров. Самолёты, производимые на Икарусе, оснащались исключительно отечественными двигателями ИАМ К9Ад мощностью в 420 л. с. — югославской лицензированной версией Юпитер VI.
До 1939 года эти самолёты использовались в качестве истребителей, когда они были заменены современным Харрикейнами, Bf.109, и ИК-3. Исправные самолёты Avia BH-33E использовались как переходные учебно-тренировочные самолёты при подготовке на истребители.
В апрельской войне в пилотной школе в Мостаре использовалось только 6 самолётов данного типа. Два вооружённых самолёта Avia BH-33E из Мостара приняли участие в воздушных боях под Подгорицей. В неравной борьбе с более современными самолётами противника они были сбиты и оба пилота Дьерде Цветкович (Ђорђе Цветковић) и Миленко Миливоевич (Миленко Миливојевић) погибли.
По итогам апрельской войны немецкие вооружённые силы захватили 11 из этих самолётов, а 7 из них продали ВВС Независимого государства Хорватия, где их использовали до 1944 года. Остальные захваченные самолёты уничтожили.
Итальянские вооружённые силы в апрельской войне с Югославией так же захватили самолёт BH-33. Итальянские эксперты осмотрели самолёт и обнаружили, что он был совершенно устаревшим.

## Описание конструкции
Первые серийные BH-33 были смешанной конструкции: деревянный каркас обтянутый полотном. Начиная с версии BH-33E корпус изготавливался из стальных труб, покрытых холстом. Поперечное сечение корпуса было эллиптическим. Каркас заканчивается хвостом с одним вертикальным стабилизатором с рулём и двумя закруглёнными горизонтальными стабилизаторами. Рама двигателя также была сконструирована из металлической конструкции, а двигатель был покрыт оловянным капотом, который улучшал охлаждение двигателя.
Крылья были деревянной конструкции, покрытые полотном. Крылья в плане имели прямоугольную форму с закруглёнными концами. Нижнее крыло было длиннее верхнего, и на нём был закрылок. Крылья соединялись с помощью немного наклонных стоек в форме латинской буквы N и растяжек из стальной проволоки. Открытая кабина была расположена так, что её передняя кромка соответствовала заднему краю верхнего крыла.
Шасси самолёта было выполнено фиксированным, двухточечным, соединённым жёсткой осью, из стальных труб в виде латинской буквы V, крепившейся к корпусу самолёта. В хвостовой части самолёта располагался подпружиненный костыль, в качестве третьей опоры.
Первый самолёт оснащался двигателем с воздушным охлаждением Bristol Jupiter мощностью 480 л. с., который деревянным винтом с фиксированным шагом. Уже во втором прототипе самолёта Avia BH-33.2 был установлен двигатель Valter Jupiter, который являлся лицензированной версией двигателя Bristol Jupiter VI, мощностью 450 л. с. Югославская версия BH-33E-SHS, которая выпускалась на заводе Ikarus в Земуне, была оснащена югославским двигателем IAM K9 мощностью 420 л. с. Двигатель Škoda L12 (лицензионная разработка двигателя Hispano-Suiza 12Gb) устанавливался на самолёты BH-33L, которые поставлялись чехословацкой авиации.
Вооружение самолёта состояло из двух неподвижных синхронизированных пулемётов, установленных над двигателем. Первоначально устанавливались пулемёты Vickers Mk.28, калибра 7,7 мм, которые позднее были заменены пулемётом Vz 38 более крупного калибра 7,92 мм.

## Эксплуатанты
Чехословакия
- ВВС Чехословакии
- SNB

 Словацкая республика (1939—1945)
- Словацкие воздушные силы

 Бельгия
- Воздушные силы бельгийской армии: 3 BH-33-1.

 Греция
- Королевские ВВС Греции: 4 или 5 BH.33E.

 Польша
- ВВС Польши 1 BH-33 и 50 выпущенных по лицензии PWS-A.

 СССР
- ВВС СССР испытывались 2 (или 3?) BH-33E.

 Республиканская Испания
- Испанская республиканская авиация: 1 BH-33E.1014, бывший бельгийский.

 Королевство Югославия
- Королевские военно-воздушные силы Югославии: всего 46, включая лицензионные.

 Независимое государство Хорватия
- ВВС Независимого государства Хорватия: 7.

 Китайская Республика
- ВВС Китайской Республики

 Япония
- ВВС Императорской армии Японии (трофейный китайский) Ba-33.3[1]